# Jacques Albert Louis Frederic Charles van Nagell
Jacques Albert Louis Frederik Carel baron van Nagell, heer van Rijnenburg (koop 1780-1805) en Wisch (1785-1831), ook wel Jacob Albert Lodewijk Frederik Karel  (Den Haag, 17 januari 1762 – Wisch, 4 oktober 1831) was onder andere lid van de ridderschap van Zutphen.

## Familie
Van Nagell was lid van de familie Van Nagell en een zoon van Johan Herman Sigismund baron van Nagell (1730-1784), luitenant-stadhouder in het Kwartier van Zutphen en Mauritia Constantia le Leu de Wilhem (1736-1813).
Van Nagell trouwde op 17 april 1787 met Jacoba Sara Justina Françoise barones van Lynden, vrouwe van Hemmen (1762-1840), dochter van Willem Frans Godard baron van Lynden, heer van Hemmen (1729-1787) en Anna Willemina des H.R. Rijksgravin van Hogendorp, vrouwe van Hofwegen (1735-1795).
Uit dit huwelijk werd het volgende kind geboren:
- Mr. Constantijn Sigismund Willem Jacob baron van Nagell, heer van Wisch (1798-1849)

## Loopbaan
Van Nagell begon zijn carrière in 1785 als burgemeester van Zutphen in 1795 werd hij uit zijn functie gezet en zou ambteloos blijven tot 1814. In 1814 werd hij door Souvereinen Vorst Willem I der Nederlanden tot lid van de Provinciale en Gedeputeerde Staten van Gelderland benoemd. Tot 1818 bleef hij lid van de Gedeputeerde Staten maar hij bleef de rest van zijn leven lid van de Provinciale Staten van Gelderland, met twee korte onderbrekingen in juli 1817 en in 1826.
Op 27 november 1817 was hij benoemd tot hoofdschout van het district Breedevoort. Na het overlijden van Van Nispen tot Pannerden op 29 Juli 1829 werd hij ook waarnemend hoofdschout in het district Zevenaar. Ook was hij kamerheer van de gemalin van prins Willem V, prinses Wilhelmina van Pruisen. In deze functie bleef hij tot 1795, later werd hij kamerheer van koning Willem I
Van Nagell werd in 1814 in de adel van Gelderland opgenomen, en werd later, in 1822, de titel van baron toegekend. Zijn tak zou voortaan in het Nederlands Adelsboek omschreven worden als de tak Van Nagell van Wisch. 